# أليونا سافتشنكو
أليونا فالنتينيفنا سافتشينكو (بالأوكرانية: Олена Валентинівна Савченко) و (بالألمانية: Aljona Sawtschenko) هي متزلجة فنية على الجليد أوكرانية المولد ألمانية الجنسية ولدت في يوم 19 يناير 1984 في بلدة أوبوخيف في أوكرانيا. أبرز إنجازاتها هو فوزها بالميدالية الذهبية في دورة الألعاب الأولمبية الشتوية 2018 في بيونغتشانغ في كوريا الجنوبية. كما فازت بثلاثة ميداليات ذهبية وفضية وبرونزية في بطولة العالم.